# ヴェブレン財
ヴェブレン財（ヴェブレンざい、Veblen good）とは、価格が上昇するにつれて需要も増加するという、需要の法則に反する特性を持つ財のこと。右上がりの需要曲線を示す。アメリカの経済学者ソースティン・ヴェブレンにちなんで名付けられた。
ヴェブレン財は、所得が高い層になるほど需要が増すという上級財であり、販売されている価格が高いほど需要が増すということが特徴。財の価格が上がれば需要は減るという需要の法則に反する。これと類似した財にギッフェン財があるが、これは所得が低いほど需要が高くなる劣等財であるという点が異なる。ビジネスで使う場合は、高額で希少性の高い商品を発売する方法などがある。
ヴェブレン効果は、アメリカの理論経済学者ハーヴェイ・ライベンシュタインが1950年の論文「消費者需要理論におけるバンドワゴン効果、スノッブ効果、及びヴェブレン効果」で提唱したものである。アメリカの経済学者ヴェブレンが著書『有閑階級の理論』（1899年）の中で、金利生活者などの有閑階級が「目立つため」「見せびらかすため」に高額な商品を購入する現象に注目し、衒示的消費（conspicuous consumption）と呼んだことにちなんで命名された。

## 背景
ヴェブレンは、顕示的消費を地位獲得のための手段（すなわち隣人に負けまいとする心理）として初めて特定した。これは1899年の著書『有閑階級の理論』において論じられた。この理論の検証可能性については、研究参加者から完全な正直さが得られないことを理由にコリン・キャンベルが疑問を呈した。しかし、2007年の社会的比較が人間の脳に与える影響を調べた研究は、ヴェブレンの理論を支持する証拠となり得る。また、地位獲得が支出の動機となり得るという考え方は、後にフレッド・ハーシュによっても論じられた。
さらに、ヴェブレンの理論が奢侈財のみに適用されるのか、全ての財に適用されるのかについても議論がある。

## 分析

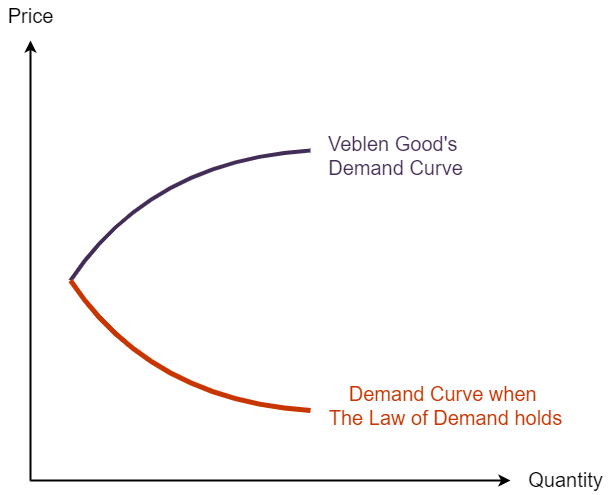
ヴェブレン財は右上がりの需要曲線を持つ。

ヴェブレン効果の系として、価格を下げると一時的には需要が増加するが、その後は需要量が減少することがある。
ヴェブレン財の存在は以下の概念によって説明できる：
- 財産的模倣（または財産的成功）、これが悪意ある比較（または差別的区別）につながる[9][11]。
- 相対消費の罠[12]。
- 自身の幸福と他者の所得との逆相関[12]。
- 社会的地位の差を強調する明示的な試みの抑制[13]。

ヴェブレン財の理論は、マーケティングや広告に大きな貢献をした。ヴェブレン財を消費者との強固な関係構築のための手段として捉える研究も複数存在する。
ヴェブレン財は高所得世帯にとってより手頃であり、裕福な社会はヴェブレンブランドの主要なターゲット層とされるが、近年では顕示的消費からの脱却傾向が見られる。

## 倫理的懸念
ヴェブレン財の存在を認識することは、その浪費性への懸念を引き起こした。これらは死荷重と見なされる。ヴェブレン財の消費は、富の不平等な分配の顕示や最適課税公式の変更など、他の財政的・社会的影響ももたらす。さらに、将来的な環境汚染悪化の原因となる可能性も指摘されている。
しかし、倫理的消費主義に基づき、美徳シグナリングを目的に財やサービスを消費する倫理的消費者は例外である。この市場セグメントを対象とするヴェブレン財は、倫理的に製造されることで需要量が増加する。

## 関連概念

高価なシャンパンは消費財としてのヴェブレン財の例。

ヴェブレン効果は、ミクロ経済学の需要の法則における理論的な例外の1つである。関連する効果には次のものがある：

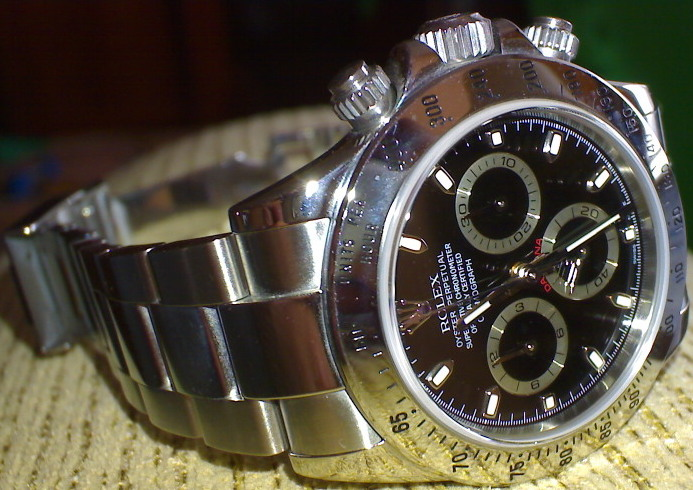
ロレックス・デイトナは定価を上回って販売されることが多い

- スノッブ効果：一般に好まれる財とは異なる財を選好すること、すなわち高所得者層の財の需要が低所得者層の需要と逆相関する[25]。
- 商業バランスの法則（英語版）：安価な財は品質が低いとみなされるという信念。
- ホットハンドの誤謬：株価が過去に上がったことが将来の上昇を示唆するという誤解[26]。

## バンドワゴン効果
購入者数（または特定の集団）が増加するにつれて財の価値が高まることがある。これは、商品が人気であることが購買心理を刺激する場合にはバンドワゴン効果と呼ばれ、購入者・利用者の増加自体が価値を高める場合にはネットワーク効果と呼ばれる。

## 需要と供給の法則との関係
ヴェブレン効果は、1950年の経済学者ハーヴェイ・ライベンシュタインによる論文で論じられた。これに対する反例は反ヴェブレン効果と呼ばれる。反ヴェブレン効果は、顕示的な倹約によって価格の低下とともに財の選好が増加する現象である。
これらの効果は、価格や販売数量と選好の相互作用によって生じるため、需要理論における例外であり、総称して相互作用効果と呼ばれる。